# Juan Antolínez de Burgos
Juan Antolínez de Burgos (Valladolid, 1561 – Valladolid, d. de 1644), fou un historiador castellà.
Va néixer l'any del gran incendi de Valladolid. Poc se sap sobre la seva vida; potser va ser germà de Justino Antolínez de Burgos, provisor oficial i vicari general de l'arquebisbat de Granada el 1594.
Va estudiar Dret a la Universitat de Valladolid, on va obtenir el grau de llicenciat en Lleis. Va exercir d'advocat a la Reial Cancelleria de Valladolid i el 1613 fou nomenat regidor de la ciutat, càrrec del qual va prendre possessió el 2 de gener de 1616.

Es conserva manuscrita a la Biblioteca Nacional de Madrid una Història de Valladolid que va concloure el 1644, als vuitanta-tres anys. Aquesta obra va ser ampliada i refosa per Ventura Pérez en el seu Història de la molt noble i molt lleial ciutat de Valladolid, recollida de diversos autors (1759) en dos volums manuscrits i encara inèdits.
El manuscrit d'Antolínez va pertànyer a Rafael de Floranes, qui el va anotar copiosament als marges i encara va afegir fulls i fins plecs sencers. Aquesta còpia va passar a la biblioteca dels Ducs d'Osuna i d'allà a la Nacional amb la signatura Mn. 284. L'escrit descriu i historia extensament les esglésies, convents, capelles, sepultures, inscripcions i escuts d'armes; refereix els fets que cadascuna ha estat testimoni i fins i tot les anècdotes, contes d'aparicions, miracles i llegendes. També les efígies de sants i tradicions piadoses i relíquies, informa dels personatges que han fet fundacions i amb quin motiu. Tracta amb major extensió de la Magdalena, on el llicenciat Lagasca, vencedor de la rebel·lió del Perú, deixà una fundació el seu sepulcre; també s'estén bastant a l'església de Santa Maria l'Antiga i del magnífic convent de Sant Francesc. Pràcticament no tracta dels edificis públics i particulars, encara que ocasionalment se citen els palaus dels Almiralls de Castella, dels Condestables, dels Ansúrez, dels Niños i d'altres personatges il·lustres.
L'obra va ser editada amb notes i correccions en el segle xix per J. Ortega y Rubio; modernament se n'ha fet una edició facsímil.